# 一帶中脊沫蟬
一帶中脊沫蟬（学名：Mesoptyelus fascialis）为尖胸沫蟬科中脊沫蟬屬下的一个种。